# کایدی جکیمووا
کایدی جکیمووا (انگلیسی: Kaidi Jekimova؛ زادهٔ ۲۸ ژوئن ۱۹۷۹) بازیکن فوتبال اهل استونی است.
وی همچنین در تیم ملی فوتبال Estonia بازی کرده‌است.